# Supercoupe d'Europe masculine de handball 2006
Navigation
Supercoupe 2005 Supercoupe 2007
La Supercoupe d'Europe masculine de handball 2006 est la 11e édition de la compétition qui a eu lieu les 25 et 26 novembre 2006 dans la Kölnarena de Cologne en Allemagne.
Elle est remportée par le BM Ciudad Real pour la 2e fois consécutive.

## Équipes engagées et formule
Les équipes engagées sont :
- BM Ciudad Real, vainqueur de la Ligue des champions 2005-2006 (C1) ;
- Medvedi Tchekhov, vainqueur de la Coupe des coupes (C2) ;
- TBV Lemgo, vainqueur de la Coupe de l'EHF ;
- VfL Gummersbach, invité en tant qu'organisateur.

Le format de la compétition est une phase finale à 4 (demi-finale, finale et match pour la 3e place) avec élimination directe.

## Résultats
|  | Demi-finales     | Demi-finales    |                        |    | Finale | Finale |
|  | Demi-finales     | Demi-finales    |                        |    | Finale | Finale |
|  |                  |                 |                        |    |        |        |
|  |                  |                 |                        |    |        |        |
|  |                  |                 |                        |    |        |        |
|  | BM Ciudad Real   | 37              |                        |    |        |        |
|  | BM Ciudad Real   | 37              |                        |    |        |        |
|  | Medvedi Tchekhov | 34              |                        |    |        |        |
|  | Medvedi Tchekhov | 34              | BM Ciudad Real         | 36 |        |        |
|  |                  |                 | BM Ciudad Real         | 36 |        |        |
|  |                  | VfL Gummersbach | 31                     |    |        |        |
|  | VfL Gummersbach  | VfL Gummersbach | 31                     | 34 |        |        |
|  | VfL Gummersbach  |                 |                        | 34 |        |        |
|  | TBV Lemgo        | 33              |                        |    |        |        |
|  | TBV Lemgo        | 33              | Match pour la 3e place |    |        |        |
|  |                  |                 |                        |    |        |        |
|  |                  |                 |                        |    |        |        |
|  |                  |                 |                        |    |        |        |
|  | Medvedi Tchekhov | 33              |                        |    |        |        |
|  | Medvedi Tchekhov | 33              |                        |    |        |        |
|  | TBV Lemgo        | 37              |                        |    |        |        |
|  | TBV Lemgo        | 37              |                        |    |        |        |

### Demi-finales
| 25 novembre 2006 14h45 | VfL Gummersbach   | 34 - 33   | TBV Lemgo      | Kölnarena, Allemagne Affluence : 11 000 Arbitrage : Aco Nikolovski, Marjan Nachevski |
| 25 novembre 2006 14h45 | Narcisse, Zrnić 7 | (19 - 18) | Markus Baur 10 | Kölnarena, Allemagne Affluence : 11 000 Arbitrage : Aco Nikolovski, Marjan Nachevski |
| 25 novembre 2006 14h45 | ×3 ×5             | Rapport   | ×3 ×5          | Kölnarena, Allemagne Affluence : 11 000 Arbitrage : Aco Nikolovski, Marjan Nachevski |

| 25 novembre 2006 16h30 | BM Ciudad Real  | 37 - 34   | Medvedi Tchekhov | Kölnarena, Allemagne Affluence : 11 000 Arbitrage : Nordine Lazaar, Laurent Reveret |
| 25 novembre 2006 16h30 | Rolando Urios 9 | (16 - 21) | Vitali Ivanov 7  | Kölnarena, Allemagne Affluence : 11 000 Arbitrage : Nordine Lazaar, Laurent Reveret |
| 25 novembre 2006 16h30 | ×3 ×4           | Rapport   | ×2               | Kölnarena, Allemagne Affluence : 11 000 Arbitrage : Nordine Lazaar, Laurent Reveret |

### Match pour la3eplace
| 26 novembre 2006 14h30 | TBV Lemgo         | 37 - 33   | Medvedi Tchekhov     | Kölnarena, Allemagne Affluence : 15 200 |
| 26 novembre 2006 14h30 | Michael Binder 10 | (17 - 20) | Alexeï Rastvortsev 8 | Kölnarena, Allemagne Affluence : 15 200 |
| 26 novembre 2006 14h30 | ×3                | Rapport   | ×3 ×4                | Kölnarena, Allemagne Affluence : 15 200 |

### Finale
| 26 novembre 2006 16h00 | VfL Gummersbach               | 31 - 36   | BM Ciudad Real | Kölnarena, Allemagne Affluence : 15 200 |
| 26 novembre 2006 16h00 | Gunnarsson, Narcisse, Zrnić 6 | (13 - 18) | Mirza Džomba 9 | Kölnarena, Allemagne Affluence : 15 200 |
| 26 novembre 2006 16h00 | ×3 ×5                         | Rapport   | ×3 ×6          | Kölnarena, Allemagne Affluence : 15 200 |